# En defensa de la globalización
Globalisation is Good es un documental de la cadena de TV británica Uk Channel Four traducido al español con el título de En defensa de la globalización, escrito y producido por Johan Norberg, un intelectual sueco, defensor del capitalismo, el liberalismo y la globalización. Este documental tiene el objetivo de mostrar los beneficios de la globalización en la generación de riqueza en el mundo. Para ello viaja a tres lugares con distintos niveles de desarrollo: Taiwán, Vietnam y Kenia, con el fin de explicar los beneficios que puede traer al mundo el libre comercio y lo peligroso que son los mensajes del movimiento antiglobalización. El Documental está inspirado en las investigaciones realizadas por este mismo autor en su libro En defensa del capitalismo global.